# Куйбида, Василий Степанович
Васи́лий Степа́нович Куйбида́ (родился 8 мая 1958 в городе Инта, Коми АССР, РСФСР) — украинский политический деятель. Председатель Народного руха Украины.

## Биография
Министр регионального развития и строительства Украины (с 18 декабря 2007 до 11 марта 2010 г.); народный депутат 3, 5, 6 созывов; городской голова Львова в июне 1994 — апреле 2002 г.; заместитель председателя Народного руха Украины (с 05.2003),председатель Народного руха Украины(с 15.12.2012); председатель консультативного совета Ассоциации городов Украины; член правления Фонда содействия местному самоуправлению при Президенте Украины; вице-президент Союза лидеров местных и региональных властей Украины; президент Всеукраинской ассоциации магистров государственного управления (с 2000); советник Президента Украины (07.-08.2007).
Член Национального союза писателей Украины (с 1993), Национального союза журналистов Украины (с 2002).
«Городской голова года» (1997, 1998, общенациональная программа «Человек года»; г. Львов — «Город года-1997»).
В 2008 году под номером 198 вошёл в список «200 самых влиятельных украинцев» по версии журнала «Фокус».
С 15 декабря 2012 года — председатель Народного руха Украины.

## Образование
- Львовский государственный университет имени Ивана Франко, факультет прикладной математики и механики (1975—1980), математик, «Прикладная математика»;
- в том же вузе, правоведческий факультет (1993—1995), юрист, «Правоведение»;
- Государственный университет «Львовская политехника» (1997—2000), менеджер-экономист, «Менеджмент организаций»;
- аспирантура при инженерно-строительном факультете Львовского политехнического института (1983—1986);
- Институт государственного управления и самоуправления при Кабинете министров Украины (1993—1994), магистр государственного управления;

## Начало карьеры
- 11.1980 — 12.1983 — инженер, старший инженер СПКБ,
- 12.1983 — 12.1986 — аспирант,
- 01.1984 — 11.1986 — младший научный сотрудник, Львовский политехнический институт,
- 01.1987 — 04.1990 — главный инженер, институт «Укрзападграждпроект»,
- 04.1990 — 04.1991 — председатель, Львовский городской Комитет народного контроля,
- 04.1991 — 08.1993 — председатель Комитета контроля, Львовский горсовет, депутат,
- 09.1993 — 06.1994 — слушатель, институт государственного управления и самоуправления при КМ Украины.

## Городской голова Львова
Избран главой Львовского городского совета во втором туре (основной соперник — Василий Шпицер, глава Львовского горсовета).
- 06.1994 — 03.1998 — председатель совета и исполкома, Львовский городской совет.
- 04.1998 — 04.2002 — Львовский городской голова.

Во время правления Куйбиды во Львове происходили антирусские выступления, а в июне 2000 года было принято постановление городского совета против исполнения в общественных местах «вульгарных русских песен».
Высказывался за предоставление Львову специального статуса.
Проиграл выборы городского головы 2002 года несмотря на поддержку Виктора Ющенко, набрав 29 % голосов Любомиру Буняку, который поддерживался БЮТ и получил 49 % голосов.

## Депутатство
- март 1994 — баллотировался в народные депутаты Украины по Франковскому избирательному округу № 265 (Львовская область), выдвинут Народным рухом Украины (НРУ). В 1-м туре получил 19,15 %, заняв 2 место из 8 претендентов; во 2-м туре одержал победу, собрав 49,03 % голосов.
- март 1998 — избран в Верховную Раду Украины 3-го созыва от НРУ (№ 32 в списке). На время выборов: глава Львовского горсовета, член НРУ. Снял кандидатуру.
- март 2006 — избран в Верховную Раду Украины 5-го созыва от блока «Наша Украина» (№ 17 в списке). На время выборов: заместитель председателя НРУ — руководитель аппарата Центрального провода НРУ. После выборов секретарь Комитета Верховной Рады по вопросам строительства, градостроения и жилищно-коммунального хозяйства (июль 2006—июнь 2007), член фракции Блока «Наша Украина» (апрель 2006—июнь 2007). Сложил депутатские полномочия 15 июня 2007 года.
- Народный депутат Украины 6-го созыва с ноября по декабря 2007 от блока «Наша Украина — Народная самооборона» (№ 26 в списке). На время выборов: заместитель председателя НРУ. Был членом фракции Блока «Наша Украина — Народная самооборона». Сложил депутатские полномочия 19 декабря 2007 года.

## Министерская деятельность
С 2007 года — министр регионального развития во втором правительстве Юлии Тимошенко.
В 2009 году народные депутаты, входящие в группу «За Харьковщину», обвиняли Василия Куйбиду в коррупции и манипуляциях с документами.

## Политические взгляды
Василий Куйбида заявлял, что Украина должна предъявить официальные претензии России, чтобы та выплатила компенсации жертвам репрессий и голодомора, а также относительно вывоза людей за границы Украины в Сибирь.

## Академическая деятельность и звания
07.2002-12.2005 — вице-президент, профессор кафедры конституционного, административно-финансового права, Межрегиональная академия управления персоналом.
Почётный доктор Львовского национального университета им. И.Франко (2000), почётный доктор философии Украинского свободного университета (г. Мюнхен, 1999), почётный доктор Львовской академии искусств (2002), профессор кафедры международных экономических отношений Аэрокосмической академии Украины, почётный профессор Международной кадровой академии (1998), почётный член Конгресса местных и региональных властей Европы, профессор социально-экономической Высшей школы (2003, Варшава). Действительный член Академии строительства Украины (1997). Член наблюдательного совета Международного фонда «Возрождения».
Кандидат физико-математических наук, кандидат юридических наук, доктор наук государственного управления, профессор.

## Сочинения

### Диссертации
- Кандидатская диссертация «Нелинейный анализ слабо возмущенных нелинейных динамических систем на функциональных многообразиях и некоторые смежные задачи математической физики» (1992);
- кандидатская диссертация «Конституционно-правовые основы самоуправления в городах областного значения» (Национальная юридическая академия Украины им. Ярослава Мудрого, 2001, возможно — плагиат[3]);
- докторская диссертация «Организационно-функциональные принципы и методы деятельности органов местного самоуправления» (Национальная академия государственного управления при Президенте Украины).

### Монографии
Автор около 150 статей в отрасли математики, экономики, строительства, теории управления, правоведения, монографий:
- «Местное самоуправление и управление территориальным развитием: исторические аспекты, современные реалии и проблемы усовершенствования» (1999),
- Конституционно «правовые проблемы городского самоуправления на Украине» (2001),
- «Современные проблемы и региональные особенности местного самоуправления на Украине» (2001),
- «Информатизация муниципального управления» (2002),
- «Основные принципы образовательной политики города Львова: Стратегический документ» (2000),
- «Региональная политика: Методология, методика, практика» (2001, пел.),
- «Организационно-функциональные принципы и методы деятельности органов местного самоуправления» (2003),
- «Муниципальное управление: аспект информатизации» (2004),
- «Принципы и методы деятельности органов местного самоуправления» (2004),
- «Местное самоуправление. Кн. 2. Организация работы городского председателя» (2004),
- «Народное Движение Украины и перестройка модерного украинского государства» (2005).

### Стихи
Автор сборников стихов «Контур» (1991), «Послання стежок» (1993), «Вертикаль стебла» (2003), «Долина відображень» (2003).

## Семья
Отец Степан Алексеевич (1922—2013) — пенсионер; мать Екатерина Михайловна (1927—2004); жена — Ирина Андреевна (1967) — юрист; дочь Христина (1981) — юрист; сын Степан (1993) — гимназист.
До назначения министром переезда в Киев проживал во Львове в вилле на улице Чупринки (местность — Новый Свет).

## Награды
- Орден князя Ярослава Мудрого V степени (30 сентября 2006)[10]
- Орден «За заслуги» (Украина) I степени (13 сентября 2001)[11]
- Орден «За заслуги» (Украина) II степени (30 апреля 1999)[12]
- Орден «За заслуги» (Украина) III степени (25 июня 1997)[13]
- Орден Данилы Галицкого (23 апреля 2008)[14]
- Офицер ордена Великого князя Литовского Гядиминаса (4 ноября 1998, Литва)[15].
- Почётная грамота Кабинета Министров Украины (8 мая 2003)